# Sälka
Sälka es una cadena montañosa en el área de Kebnekaise, en el municipio de Kiruna, en Suecia. El pico más alto se encuentra a 1.865 metros sobre el nivel del mar. Al este de la cordillera se encuentra el valle de Tjäktjavagge (Čeakčavággi) donde el Kungsleden se desarrolla. Svenska Turistföreningen ha construido algunos refugios de montaña en Tjäktjavagge, al este de Sälkatoppen.
Desde Sälkastugorna se organizan rutas de senderismo hasta a Kebnekaise.